# Castalla
Castalla è un comune spagnolo di 7 923 abitanti situato nella comunità autonoma Valenciana.
Qua nacque lo scrittore Enric Valor i Vives.